# 青山灣入境事務中心
青山灣入境事務中心（英語：Castle Peak Bay Immigration Centre）為香港入境事務處的建築物，位於新界屯門青山灣青山公路，座落於入境事務學院的後方。青山灣入境事務中心於2005年8月15日啟用，基於人手編制狀況，該中心於啟用的首5年由懲教署所暫時代為管理；至2010年4月15日，懲教署將青山灣入境事務中心正式交還入境事務處管理。
（交通路線：於青山公路咖啡灣站下車，再步行約兩分鐘。）
青山灣入境事務中心由入境事務處青山灣入境事務分科的軍裝人員管理，負責對因為違反《入境法例》而被拘捕的疑犯進行接收、審查、安排有關法律文件及補充辦理旅行證件程序、遣送及遞解離境等事務。中心內有112名軍裝人員和5名文職人員駐守，設立有400個羈留宿舍位置及相關的輔助設施，例如醫療室和活動室等等，每日24小時運作。中心每日平均羈留360至380名違反了《入境條例》、等候被遣返的成年人士（包括非法入境者、逾期逗留者及非法勞工等）。

## 設計
青山灣入境事務中心的外觀採用了現代化的設計，與周圍的環境融合。青山灣入境事務中心所面向的青山公路的外牆，設立有一幅鋁板百葉屏幕，從而減低從外直接看到建築物內部活動的機會。青山灣入境事務中心高11層，一樓是隱蔽式設計的羈留人士交收區域，二樓和三樓是人員的辦公室，而四至十樓則是羈留人士的主要活動區域。
整座青山灣入境事務中心安裝有閉路電視，每一個出入口均有軍裝人員把守，外圍的地方則是由外判護衞公司負責保安事務。

## 歷史
2005年8月15日，青山灣入境事務中心啟用。基於當時懲教署及入境事務處的人手編制狀況，兩部門簽署了一份協議，訂定青山灣入境事務中心在啟用的首5年，由懲教署負責管理。
2009年，懲教署與入境事務處開始就有關於交還青山灣入境事務中心及培育訓練人員於該中心駐守，而展開了相關的磋商和交流，並且準備了一切的交接事務。
2010年4月15日，時任懲教署助理署長（行動）林國良和入境事務處助理處長（執法及酷刑聲請審理）周康道在青山灣入境事務中心簽署移交證書；青山灣入境事務中心正式交還入境事務處管理。至於原來駐守於青山灣入境事務中心的92名懲教署人員，則被分配到當時即將落成的羅湖懲教所。
自2010年起，入境事務處重新接管此前由懲教署管理的青山灣入境事務中心後，記錄到人員遇到襲擊的個案，當中包括軍裝人員和外判醫護人員等。入境事務處遂於2012年購買了4支胡椒球發射器以協助人員應付突發場面及制服鬧事者。該發射器除了可以發射與胡椒噴霧成效類同的胡椒彈球（主要由胡椒素製造，最多同時放入160粒）外，亦可以更換使用其他子彈，包括玻璃彈珠及顯影劑等等。

## 其他
被派遣駐守於青山灣入境事務中心的軍裝人員均需要接受由懲教署職員訓練院所舉辦，為期3週的羈留中心管理訓練、防暴訓練和戰術訓練；此為入境事務處人員首次及唯一可能性需要接受防暴訓練的例子。當中為期10日的青山灣入境事務中心戰術訓練基礎課程，乃是因應青山灣入境事務中心的特殊工作性質、建築物設計及行動需要而設計出來的相應性訓練，藉以加強人員對於羈管的知識和所需要的相關技能，以應付日常的工作。訓練內容包括了壓點控制、自衛術、押解技巧、小組戰術、防暴操、防暴裝備和武器使用等等。人員需要通過考試，方才獲得香港警務處警察牌照課發出相關牌照，准許使用該等防暴裝備以及進行相關事務。
此外，軍裝人員每年均必須接受4次由懲教署職員訓練院提供，為期1日的戰術訓練復修課程，透過重溫各種戰術技巧和難題的個案研究練習，並且更新相關知識、理論，以提升人員的應變能力。人員必須通過考試，方才獲得香港警務處警察牌照課延續相關牌照限期，准許繼續使用該等防暴裝備以及進行相關事務。
但由2021年8月1日起，由於《武器條例》及《火器及彈藥條例》已被修訂，故入境處職員不再需要獲發牌照才可代香港政府管有或經營重力操作鋼棒、火器及彈藥。
青山灣入境事務中心的車輛出入口設置在後方的隱蔽位置，所有出入該中心的人士均必須通過保安檢查。

## 事件

### 羈留者絕食事件

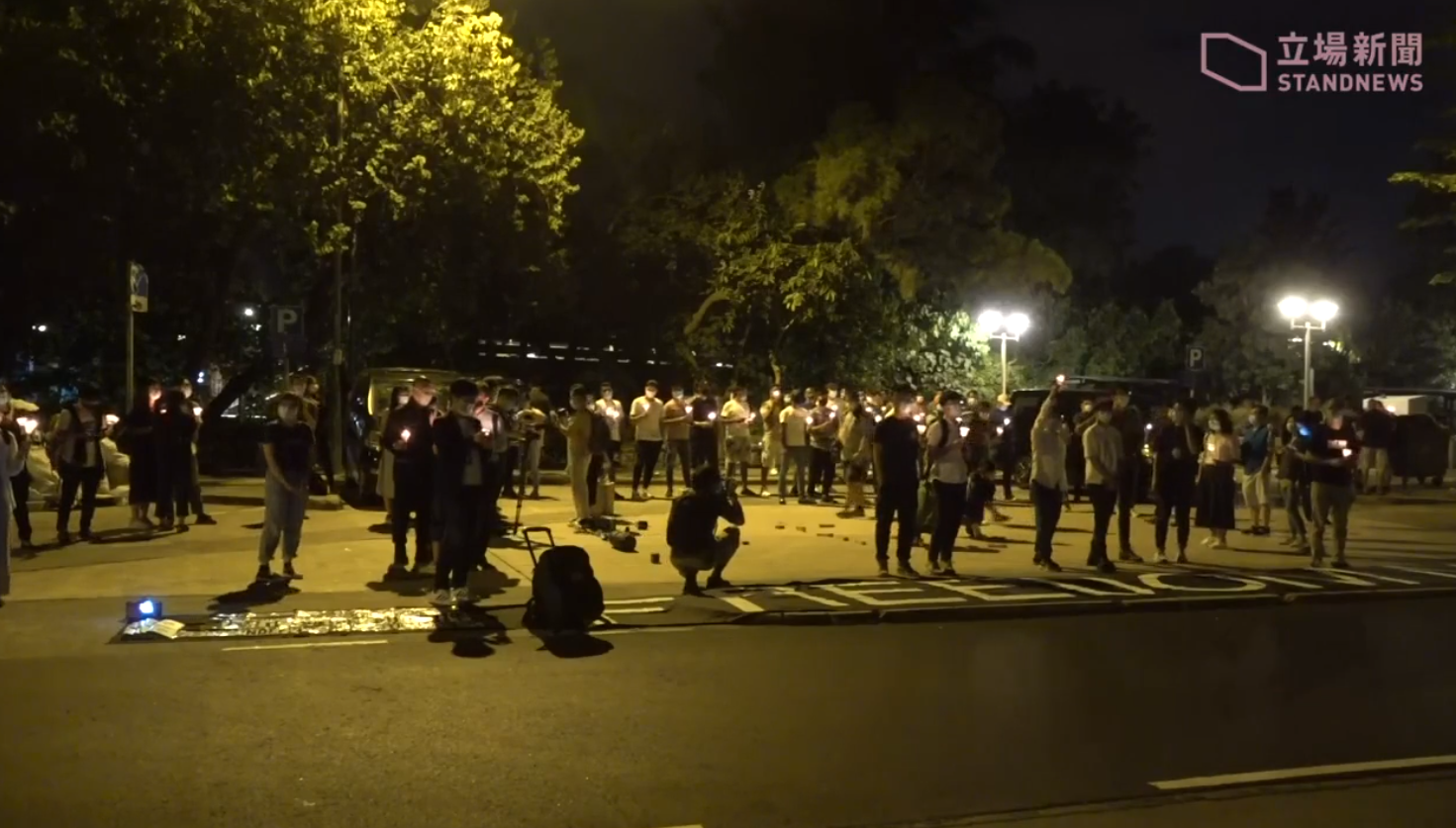
10月6日晚上，CIC 關注組在青山灣入境事務中心聲援絕食人士

青山灣入境事務中心被外界稱為「黑獄」，在2020年8月初，有媒體報道有至少13名羈留者堅持絕食達42天，其中數人更停止飲水，身體極為虛弱，有人需要坐輪椅被推到探訪室。8月2日，「甘仔」甘浩望神父在停車場外進行50小時絕食聲援，並展示數十餘呎長的橫額，寫上「FREEDOM NOW」。8月9日，立法會議員張超雄、邵家臻、朱凱廸進入中心探望絕食者。邵家臻指，其中一名巴藉絕食者，已經停止飲水7日，說話時連眼也睜不開，更說「我準備在這裡死，直至他們肯釋放我的一天（I want to die here, until the day they give me bail）」。關注組成員指出，中心內環境惡劣，老鼠曱甴橫行，環境令羈留者身心受損。而入境處人員指中心診所不接納外間公立醫院處方藥物，只提供必理痛下，有絕食者因膀胱感到非常痛楚而難以排尿，決定停止飲水抗議，並要求處方安排絕食者的醫療需要。
有患上高血壓、腎臟有問題，身體多處有痛症的羈留者表示，到公立醫院覆診後，中心都會扣起他領取的藥物，也不容許他差看醫院的檢查報告和預約服務。不知道獲得治療的權利也沒有。也有被中心拘留兩年的男羈留者，因不知何時會獲釋，感到非常絕望。修讀社工的學生對主流媒體不關注感到不解。
2020年10月6日為羈留者發起絕食踏入第100日，晚上8時，CIC關注組在中心對出發起聲援行動，有30多人參與，包括絕食者家屬、屯門區議員巫堃泰、立法會議員邵家臻及張超雄。張超雄以「人道危機」形容事件。

### 《鏗鏘集》報道指羈留者遭不人道對待
2020年12月14日，香港電台節目《鏗鏘集》報道稱青山灣入境事務中心內，有羈留者遭到不人道對待，例如被要求脫光衣服進入「軟墊房」。節目引述一名駐守的入境處職員指，中心內確實設有滿佈軟墊且面積很小的軟墊房，而軟墊房是分隔和控制失控的羈留者，為免衣物會造成危險而只會提供尿布，進入的時間不會超過24小時。報道又引述律政司，指在過去5年內的731宗非法羈留個案，入境處均庭外和解賠償；入境處回覆則指庭外和解需要考慮很多因素。

## 相關參見
- 衝鋒隊
- 新屋嶺扣留中心